# Zweiblütiges Veilchen
Das Zweiblütige Veilchen (Viola biflora), auch Gelbes Veilchen oder Gelbes Bergveilchen genannt, ist eine Pflanzenart aus der Gattung der Veilchen (Viola) innerhalb der Familie der Veilchengewächse (Violaceae). Es ist in den Gebirgen Eurasiens verbreitet.

## Beschreibung

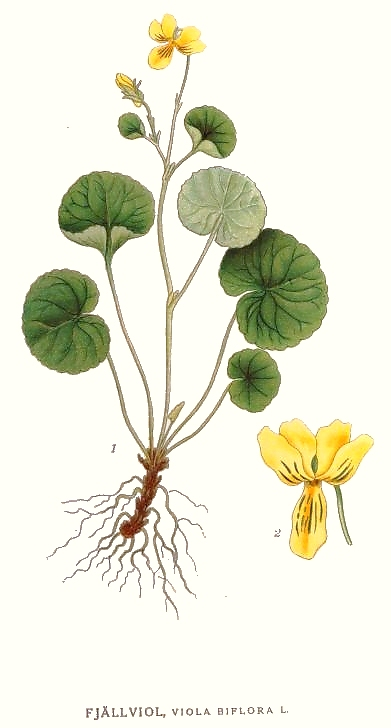
Illustration

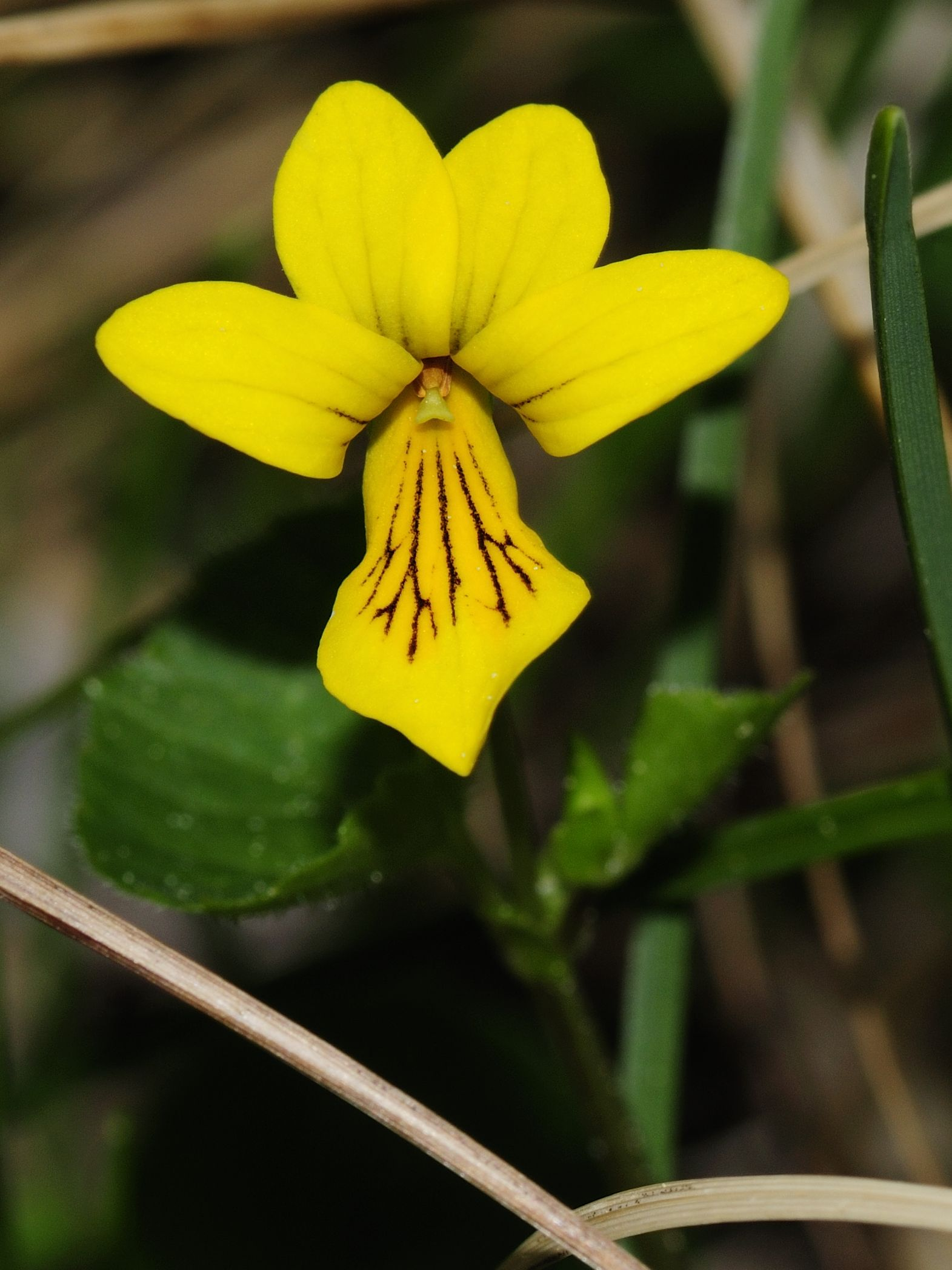
Blüte

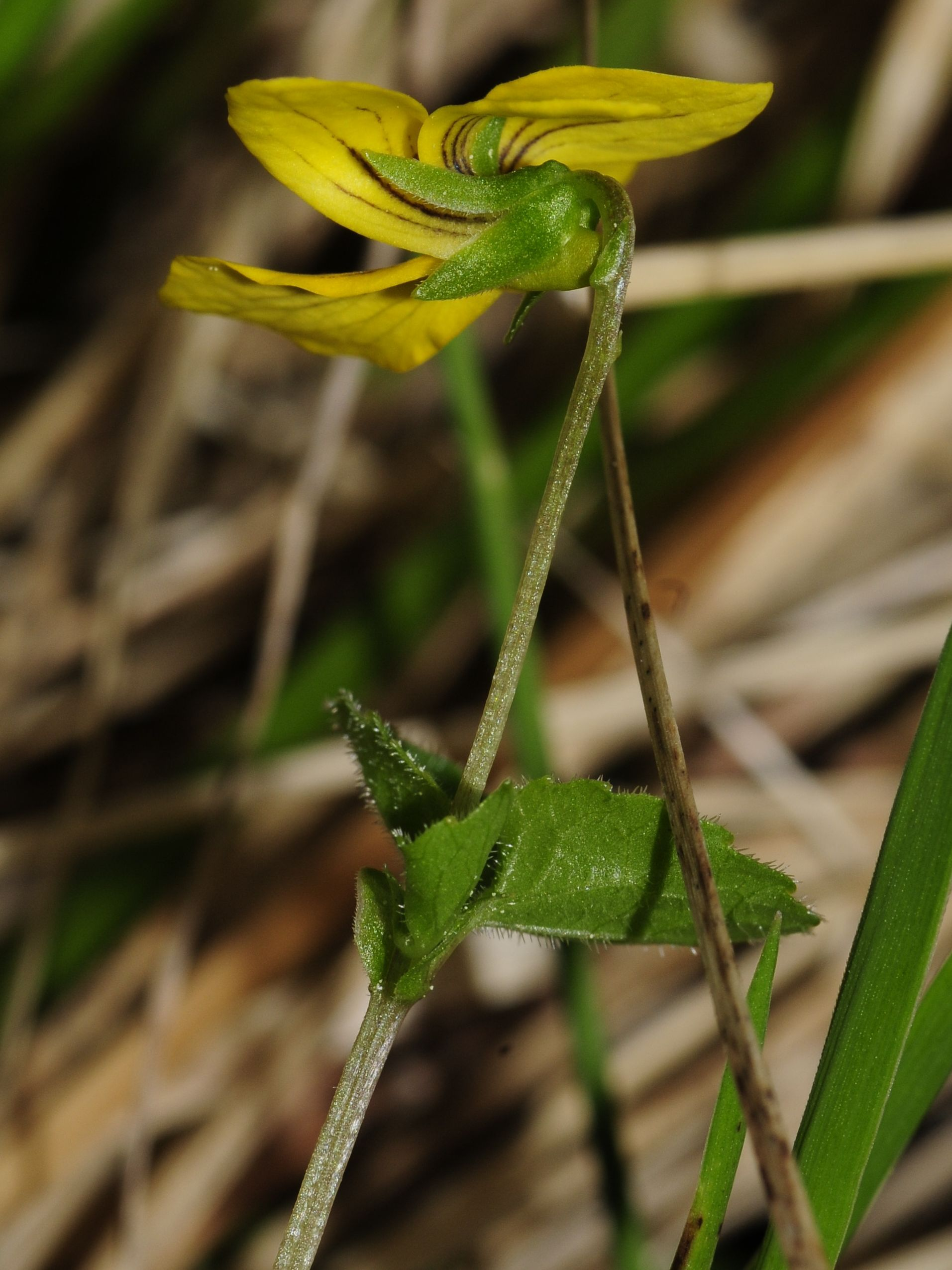
Seitenansicht der Blüte mit Blütenstiel

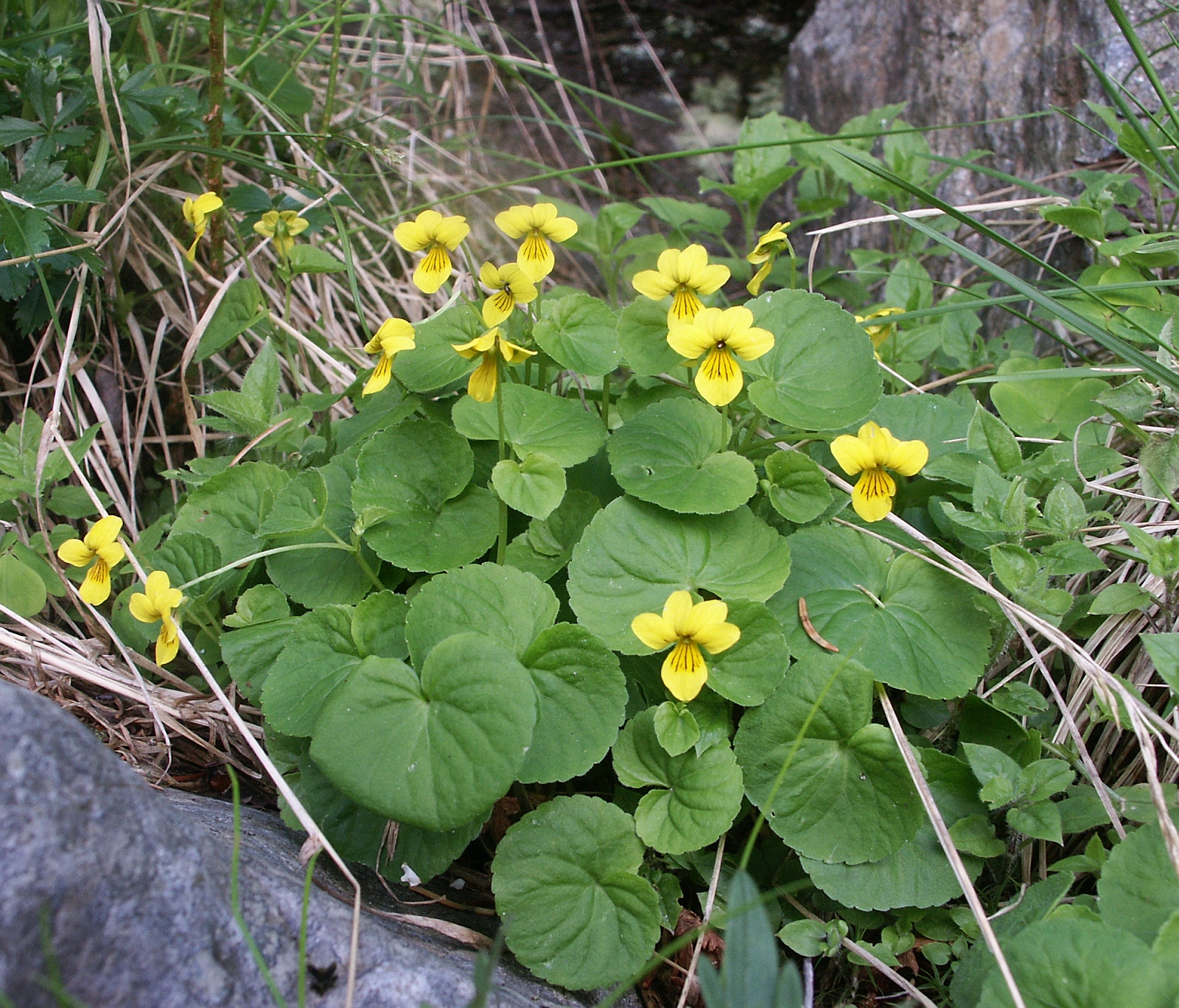
Zweiblütiges Veilchen (Viola biflora) im Ridnauntal in Südtirol

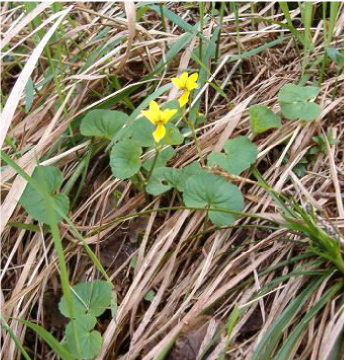
Zweiblütiges Veilchen (Viola biflora) an der Kampenwand in Bayern

### Vegetative Merkmale
Das Zweiblütige Veilchen ist eine rasig wachsende, überwinternd grüne, ausdauernde krautige Pflanze, die Wuchshöhen von 5 bis 20 Zentimetern erreicht. Der deutlich ausgebildete, aufrechte, dünne, kahle Stängel ist unverzweigt.
Die wechselständig am Stängel verteilt angeordneten Laubblätter sind deutlich in Blattstiel und Blattspreite gegliedert. Die einfachen, zerstreut behaarten Blattspreiten sind bei einer Breite von bis zu 4 Zentimetern nierenförmig. Die kurzen Nebenblätter sind lanzettlich und ganzrandig.

### Generative Merkmale
Die Blütezeit reicht von Mai bis Juli. Jeder Stängel endet mit ein oder zwei Blüten. Die Blütenstiele sind ein- bis zweimal so lang wie das nächste Blatt.
Die zwittrigen Blüten sind zygomorph und fünfzählig mit doppelter Blütenhülle. Die fünf Kelchblätter enden spitz. Die Blütenkrone ist etwa 15 Millimeter lang. Von den fünf gelben Kronblättern sind vier seitlich aufwärts gerichtet und besitzen ebenso wie das untere braune Striche.
Auf einem aufrechten Stiel steht eine kahle, spitz endende, lokulizide, dreiklappige Kapselfrucht.
Die Chromosomenzahl beträgt 2n = 12.

## Ökologie
Das Zweiblütige Veilchen ist ein ausdauernder Hemikryptophyt. Die vegetative Vermehrung erfolgt durch unterirdische Ausläufer. Dieses zarte Pflänzchen gedeiht nur an geschützten, feuchten Stellen. Es welkt schnell in der prallen Sonne, da die Wurzeln nur geringe Saugkraft entwickeln. Diese Pflanze besitzt nur ein geringes Lichtbedürfnis und gehört zusammen mit der Brennnessel, dem Stinkenden Storchschnabel und der Alpen-Gänsekresse zu den Blütenpflanzen, die sich am weitesten in alpine Kalkhöhlen vorwagen.
Das Zweiblütige Veilchen braucht im Winter eine dicke Schneedecke gegen Frost, weil es Temperaturen unter −12 °C nur schlecht ertragen kann.
Das Zweiblütige Veilchen hat von allen Veilchen-Arten den kürzesten Sporn. Dadurch eignen sich vor allem Fliegen als Bestäuber. Auch kommen kleistogame Blüten vor, die sich schon in Knospenlage selbst bestäuben.
Die Samen werden nicht wie bei den meisten Veilchen durch Ameisen, sondern vor allem durch Rehe, Ziegen und Gämsen ausgebreitet.

## Vorkommen und Standortbedingungen
Das Zweiblütige Veilchen ist in allen Gebirgen Europas, in Asien und im arktischen Raum verbreitet. Es gedeiht in Mitteleuropa auf häufig sickerfrischen bis sickerfeuchten, nährstoffreichen und basenreichen, meist kalkhaltigen, milden-neutralen, humosen Lehm- oder Steinschutt-Böden in luftfeuchter Lage von der Tallage bis in Höhenlagen von 3000 Metern. Es ist eine Charakterart der Klasse Betulo-Adenostyletea, kommt aber auch in hochmontanen Pflanzengesellschaften der Verbände Fagion oder Alno-Ulmion vor. In den Allgäuer Alpen steigt es in Bayern am Nordgrat des Kratzers bis zu einer Höhenlage von 2200 Metern auf. In Graubünden erreicht es die Höhe von 2790 Meter, im Wallis ob der Gandegghütte bei Zermatt sogar 3045 Meter Meereshöhe.
Die ökologischen Zeigerwerte nach Landolt et al. 2010 sind in der Schweiz: Feuchtezahl F = 4w (sehr feucht aber mäßig wechselnd), Lichtzahl L = 2 (schattig), Reaktionszahl R = 3 (schwach sauer bis neutral), Temperaturzahl T = 2 (subalpin), Nährstoffzahl N = 4 (nährstoffreich), Kontinentalitätszahl K = 3 (subozeanisch bis subkontinental).

## Systematik
Die Erstveröffentlichung von Viola biflora erfolgte 1753 durch Carl von Linné in Species Plantarum, Tomus II, S. 936.
Als einzige europäische Art gehört Viola biflora L. zur Untergattung Viola subgen. Dischidium (Ging.) Petermann in der Gattung Viola.

## Verwendung
Das Zweiblütige Veilchen wird gelegentlich als Zierpflanze im Unterwuchs von niedrigen Gehölzen kultiviert.

## Belege